# Together (The Supremes)
Together è un album dei gruppi musicali R&B statunitense Diana Ross & The Supremes e The Temptations, pubblicato dalla Motown Records nel 1969.

## Tracce
1. Stubborn Kind of Fellow
2. I'll Be Doggone
3. The Weight
4. Ain't Nothing like the Real Thing
5. Uptight (Everything's Alright)
6. Sing a Simple Song
7. My Guy, My Girl – Medley
8. For Better or Worse
9. Can't Take My Eyes Off You
10. Why (Must We Fall in Love)